# Mineiro
Carlos Luciano da Silva (Porto Alegre, Rio Grande so Sul, 2 de agosto de 1975) es un exfutbolista brasileño conocido popularmente como Mineiro. Jugaba de mediocampista actualmente está retirado tras dejar  TSV Marl-Hüls de la Sexta división Alemana. A finales de la temporada 2013-14. En 2005, en la final de Mundial de Clubes anotó el gol que le permitió a su equipo el São Paulo ganar el título de campeón al imponerse por la mínima diferencia al Liverpool.

## Selección nacional

### Participaciones en Copas del Mundo
| Mundial           | Sede     | Resultado        |
| ----------------- | -------- | ---------------- |
| Copa Mundial 2006 | Alemania | Cuartos de final |

### Participaciones en Copa América
| Torneo            | Sede      | Resultado |
| ----------------- | --------- | --------- |
| Copa América 2007 | Venezuela | Campeón   |

## Clubes
| Club          | País       | Año       |
| ------------- | ---------- | --------- |
| Rio Branco    | Brasil     | 1994-1997 |
| Guarani       | Brasil     | 1997      |
| Ponte Preta   | Brasil     | 1998-2002 |
| São Caetano   | Brasil     | 2003-2004 |
| São Paulo     | Brasil     | 2005-2006 |
| Hertha Berlín | Alemania   | 2007-2008 |
| Chelsea       | Inglaterra | 2008-2009 |
| Schalke 04    | Alemania   | 2009-2010 |
| TuS Koblenz   | Alemania   | 2011-2012 |
| TSV Marl-Hüls | Alemania   | 2014      |

## Palmarés

### Copas regionales
| Título              | Club        | Estado    | Año  |
| ------------------- | ----------- | --------- | ---- |
| Campeonato Paulista | São Caetano | São Paulo | 2004 |
| Campeonato Paulista | São Paulo   | São Paulo | 2005 |

### Campeonatos nacionales
| Título               | Club      | País   | Año  |
| -------------------- | --------- | ------ | ---- |
| Campeonato Brasileño | São Paulo | Brasil | 2006 |

### Copas Internacionales
| Título                 | Club                | País      | Año  |
| ---------------------- | ------------------- | --------- | ---- |
| Copa Libertadores      | São Paulo F. C.     | São Paulo | 2005 |
| Copa Mundial de Clubes | São Paulo F. C.     | Yokohama  | 2005 |
| Copa América           | Selección de Brasil | Venezuela | 2007 |